# Barcon di Sarcedo
Barcon di Sarcedo is een plaats (frazione) in de Italiaanse gemeente Sarcedo.